# NGC 5016
NGC 5016 (również PGC 45836 lub UGC 8279) – galaktyka spiralna z poprzeczką (SBbc), znajdująca się w gwiazdozbiorze Warkocza Bereniki. Odkrył ją William Herschel 10 kwietnia 1785 roku. Jest to galaktyka aktywna.